# Tasmanicosa tasmanica
Tasmanicosa tasmanica is een spinnensoort in de taxonomische indeling van de wolfspinnen (Lycosidae).
Het dier behoort tot het geslacht Tasmanicosa. De wetenschappelijke naam van de soort werd voor het eerst geldig gepubliceerd in 1905 door Henry Roughton Hogg.